# Râul Homorodul Mic
Râul Homorodul Mic este unul din cele două brațe care formează râul Homorod.
Homorodul Mic izvorăște în dreptul vârfului Fagul Rotund, în maghiară Falbükk, 1.106 m, Munții Harghita, străbate județele Harghita și Brașov. Localitățile traversate sunt: Căpâlnița, Lueta, Merești, Crăciunel, Ocland, Jimbor, Mercheașa și Homorod.